# Wallonisches Parlament
Das Parlament der Wallonie oder Wallonische Parlament (französisch Parlement de Wallonie oder Parlement wallon) ist das legislative Organ der Wallonischen Region (Wallonie) Belgiens mit Sitz im Hospice Saint-Gilles in Namur. Die Abgeordneten werden seit dem 21. Mai 1995 alle fünf Jahre direkt gewählt, davor wurde der Rat indirekt besetzt.
Das Parlament ist verantwortlich für die Gesetzgebung der Wallonischen Region (die sogenannten „Dekrete“), die parlamentarische Kontrolle von Regierung und Verwaltung und die Festlegung des Haushalts. Es wird aus 75 Abgeordneten gebildet, die sich in der aktuellen Legislaturperiode auf fünf Fraktionen aufteilen: Parti Socialiste (PS, Sozialdemokraten), Mouvement Réformateur (MR, Liberale), Ecolo (Grüne), Les Engagés (LE, Zentristen) und Parti du Travail de Belgique (PTB, Kommunisten).

## Geschichte
Die drei Regionen Belgiens wurden bei der ersten Staatsreform im Jahr 1970 verfassungsrechtlich geschaffen, doch handelte es sich dabei nur um eine provisorische Regionalisierung durch das sogenannte „Perin-Vandekerckhove-Gesetz“. Zu diesem Zeitpunkt wurden auch erste Regionalräte eingesetzt, die aus den Senatoren der jeweiligen Sprachgruppen im Parlament zusammengesetzt waren und ausschließlich eine beratende Funktion besaßen. Der erste wallonische Regionalrat, Vorgänger des Wallonischen Parlaments, hielt am 26. November 1974 unter dem Vorsitz von Franz Janssens (PLP) seine erste Sitzung ab. Die in der Opposition sitzenden Sozialisten verweigerten jedoch die Anerkennung dieser Versammlung und boykottierten sie. Im Jahr 1977, als die PS unter Léon Hurez wieder in die Mehrheit der Nationalregierung unter Premierminister Leo Tindemans (CVP) gelangte, wurden die Regionalräte aufgelöst und vorerst wieder abgeschafft.
In Abwesenheit einer offiziellen Institution hielten die wallonischen Parlamentarier am 14. Mai 1979 eine informelle Versammlung ab, in der die mit den wallonischen Angelegenheiten beauftragten Minister und Staatssekretäre eine eigene Regierungserklärung verlasen. Dieselbe Versammlung forderte am 10. Dezember desselben Jahres die unverzügliche Schaffung eines regionalen Legislativorgans, vor dem die wallonischen Minister verfassungsmäßig verantwortlich wären.
Erst bei der zweiten belgischen Staatsreform im Jahr 1980 wurden die Regionen tatsächlich eingesetzt. Die Verfassung wurde abgeändert und den Regionalräten wurde eine eigene gesetzgeberische Kompetenz zuerkannt. Allerdings wurden sie weiterhin indirekt zusammengesetzt: Die in der Wallonischen Region gewählten Mitglieder der Abgeordnetenkammer und des Senats waren von Rechts wegen Mitglied des wallonischen Regionalrats. Die erste Sitzung als eigenständige parlamentarische Versammlung fand am 15. Oktober 1980 unter dem Vorsitz des Alterspräsidenten Georges Glineur (PCB) im Sofitel-Hotel in Namur statt. Die erste wallonische Regionalexekutive unter Ministerpräsident André Damseaux (PRL) erhielt am 23. Dezember 1981 das Vertrauen des Rates.
Die Zuständigkeiten der Regionalräte wurden in den Jahren 1989 und 1993 erheblich erweitert. Mit der vierten Staatsreform wurden sie auch in direkt gewählte parlamentarische Versammlungen umgewandelt. Die erste Regionalwahl fand am 21. Mai 1995 statt. Im selben Jahr legte der wallonische Regionalrat ebenfalls fest, dass er sich ab nun „Wallonisches Parlament“ nennen würde. Die amtliche Anpassung der Verfassung erfolgte allerdings erst 10 Jahre später am 18. März 2005. Im Jahr 2015 nannte sich das Wallonische Parlament in „Parlament der Wallonie“ (Parlement de Wallonie) um und gab sich bei dieser Gelegenheit auch ein neues Logo.

## Zusammensetzung

### Allgemeines

Lage der Wallonischen Region (rot) innerhalb Belgiens

Das Wallonische Parlament setzt sich aus 75 Abgeordneten zusammen, die alle fünf Jahre – gleichzeitig mit den Europawahlen – direkt gewählt werden.
Die Abgeordneten des Wallonischen Parlaments sind gleichzeitig auch Mitglied des Parlaments der Französischen Gemeinschaft (auch „Parlament der Föderation Wallonie-Brüssel“ genannt). Eine Ausnahme bilden die wallonischen Abgeordneten, die gleichzeitig auch Mitglied des Parlaments der Deutschsprachigen Gemeinschaft (DG-Parlament) sind: Für sie besteht eine Unvereinbarkeit und sie werden im Parlament der Französischen Gemeinschaft durch einen Nachrücker ersetzt. Die wallonischen Abgeordneten, die ihren Verfassungseid zuerst oder nur auf Deutsch ablegen („Ich schwöre, die Verfassung zu befolgen“), unterliegen derselben Unvereinbarkeit. Sie gehören dem DG-Parlament mit beratender Stimme an.

### Wahlsystem

Die 13 Wahlkreise 1995–2014 und 11 Wahlkreise ab 2019

Die 75 Mitglieder des Wallonischen Parlaments werden von den Wählern der Wallonischen Region (französisches und deutsches Sprachgebiet) in Mehrpersonenwahlkreisen gewählt. Innerhalb dieser Wahlkreise werden die verschiedenen Sitze im Verhältnis zur Bevölkerung des jeweiligen Wahlkreises vergeben. Bei den Wahlen 1995 bis 2014 gab es 13 Wahlkreise.
| Provinz            | Regionalwahlkreis                | Abgeordnete          | Abgeordnete          | Abgeordnete |
| Provinz            | Regionalwahlkreis                | Wahlen 1995 und 1999 | Wahlen 2004 und 2009 | Wahl 2014   |
| ------------------ | -------------------------------- | -------------------- | -------------------- | ----------- |
| Wallonisch-Brabant | Nivelles                         | 7                    | 8 (+ 1)              | 8           |
| Hennegau           | Charleroi                        | 10                   | 9 (– 1)              | 9           |
| Hennegau           | Mons                             | 6                    | 6                    | 5 (– 1)     |
| Hennegau           | Soignies                         | 4                    | 4                    | 4           |
| Hennegau           | Thuin                            | 3                    | 3                    | 3           |
| Hennegau           | Tournai–Ath–Mouscron             | 7                    | 7                    | 7           |
| Lüttich            | Lüttich                          | 14                   | 13 (– 1)             | 13          |
| Lüttich            | Huy–Waremme                      | 4                    | 4                    | 4           |
| Lüttich            | Verviers                         | 6                    | 6                    | 6           |
| Luxemburg          | Arlon–Marche-en-Famenne–Bastogne | 3                    | 3                    | 3           |
| Luxemburg          | Neufchâteau–Virton               | 2                    | 2                    | 2           |
| Namur              | Dinant–Philippeville             | 3                    | 4 (+ 1)              | 4           |
| Namur              | Namur                            | 6                    | 6                    | 7 (+ 1)     |
| Wallonien          | Wallonien                        | 75                   | 75                   | 75          |

Seit der Wahl 2019 war das Wahlgebiet in elf Wahlkreise eingeteilt.
| Provinz            | Regionalwahlkreis                                   | Abgeordnete          |
| Provinz            | Regionalwahlkreis                                   | Wahlen 2019 und 2024 |
| ------------------ | --------------------------------------------------- | -------------------- |
| Wallonisch-Brabant | Nivelles                                            | 8                    |
| Hennegau           | Charleroi-Thuin                                     | 10                   |
| Hennegau           | Mons                                                | 5                    |
| Hennegau           | Soignies-La Louvière                                | 5                    |
| Hennegau           | Tournai–Ath–Mouscron                                | 7                    |
| Lüttich            | Lüttich                                             | 13                   |
| Lüttich            | Huy–Waremme                                         | 4                    |
| Lüttich            | Verviers                                            | 6                    |
| Luxemburg          | Arlon–Marche-en-Famenne-Bastogne–Neufchâteau–Virton | 6                    |
| Namur              | Dinant–Philippeville                                | 4                    |
| Namur              | Namur                                               | 7                    |
| Wallonien          | Wallonien                                           | 75                   |

Auf den Wahllisten gibt es zwei Spalten: Einerseits werden die effektiven, andererseits die Ersatzkandidaten aufgeführt. Diese Ersatzkandidaten können ein Mandat im Parlament annehmen, wenn ein effektiv gewählter Kandidat seinen Posten aufgeben muss (beispielsweise weil er in die Regierung wechselt oder aufgrund einer anderen Unvereinbarkeit).
Folgende Bedingungen sind zu erfüllen, um an der Wahl teilnehmen zu dürfen (aktives Wahlrecht):
- die belgische Staatsbürgerschaft besitzen,
- mindestens 18 Jahre alt sein,
- im Bevölkerungsregister einer Gemeinde der Wallonischen Region eingetragen sein,
- sich nicht in einem der gesetzlichen Ausschlussgründe befinden (wie beispielsweise die Verurteilung zu einer Gefängnisstrafe von über vier Monaten).

Wie für alle Wahlen in Belgien herrscht Wahlpflicht. Jeder Wähler verfügt über eine Stimme, die er entweder der gesamten Liste geben kann („Kopfstimme“), oder die er auf die Kandidaten einer Liste verteilen kann, um die interne Reihenfolge der Kandidaten auf einer Liste zu beeinflussen („Vorzugsstimme“).
Die Sitze werden getrennt nach Provinzen verhältnismäßig nach dem D’Hondt-Verfahren verteilt.

### Abgeordnete

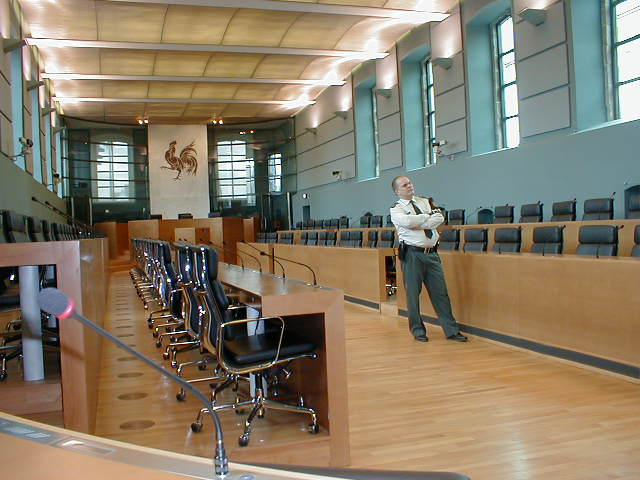
Der Plenarsaal des Parlamentsgebäudes

Um Abgeordneter des Wallonischen Parlaments zu werden (passives Wahlrecht) müssen vier Bedingungen erfüllt sein:
- die belgische Staatsbürgerschaft besitzen,
- mindestens 18 Jahre alt sein,
- im Bevölkerungsregister einer Gemeinde der Wallonischen Region eingetragen sein,
- sich nicht in einem der gesetzlichen Ausschlussgründe befinden.

Das Amt des Abgeordneten ist unvereinbar mit gewissen anderen Funktionen. So ist es nicht möglich, Mitglied des Parlaments zu sein und gleichzeitig ein Ministeramt zu bekleiden.
Die Abgeordneten genießen ebenfalls eine gewisse parlamentarische Immunität. So wird das Recht auf freie Meinungsäußerung, welches ohnehin als Grundrecht in der Verfassung verankert ist, für Parlamentarier verstärkt. Auch die strafrechtliche Verantwortlichkeit der Parlamentarier unterliegt besonderen Bestimmungen. Außer bei Entdeckungen auf frischer Tat kann ein Abgeordneter nur mit Erlaubnis des Parlaments festgenommen werden. Ein Abgeordneter, der strafrechtlich verfolgt wird, kann jederzeit das Parlament bitten, die Aussetzung der Verfolgung zu veranlassen. Diese Garantien gelten nur während der Sitzungsperioden.

## Präsident

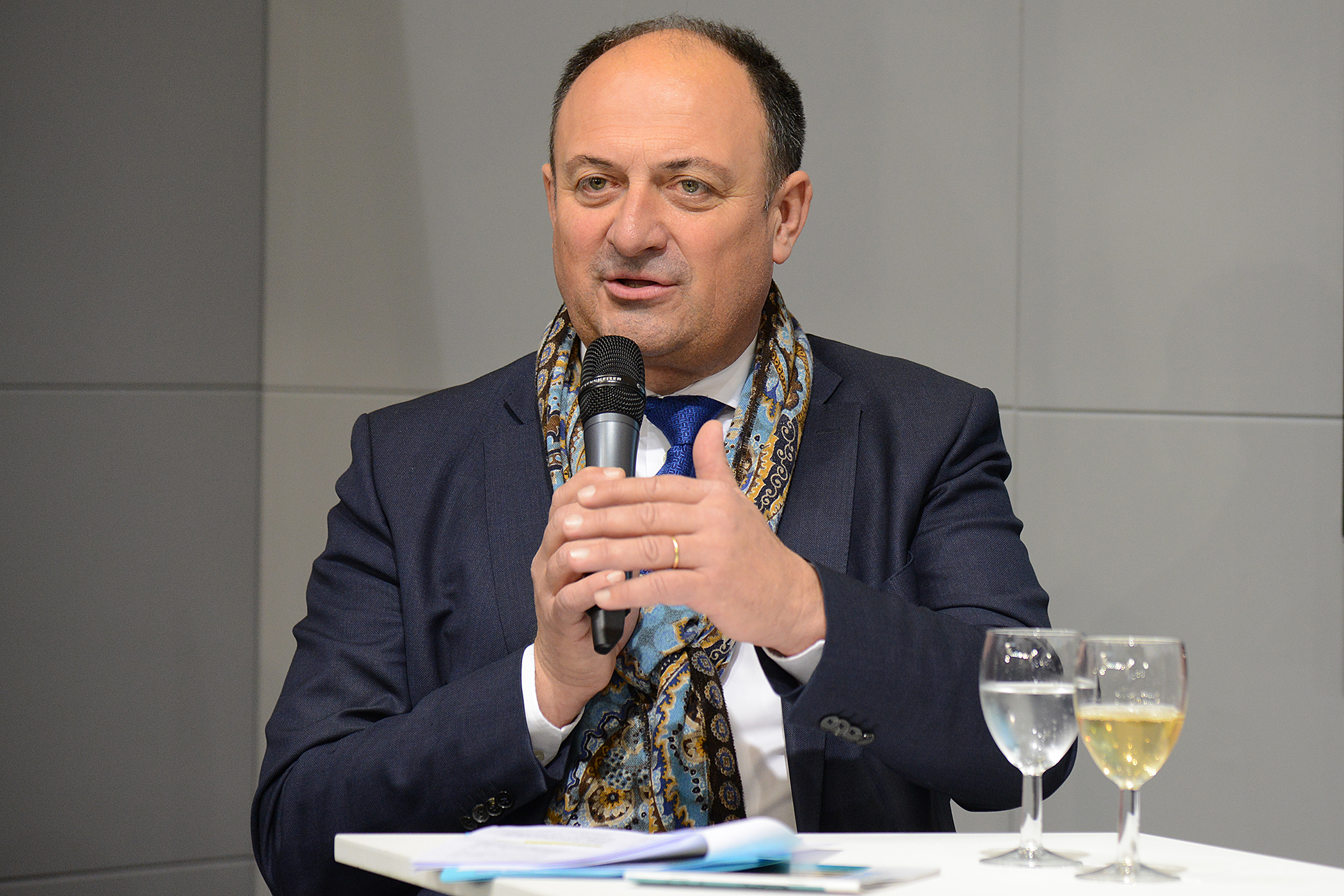
Willy Borsus 2017

Dem Wallonischen Parlament sitzt der Präsident vor, der prinzipiell alle fünf Jahre zu Beginn der Legislaturperiode neu gewählt wird. Er stammt traditionell aus der Regierungsmehrheit, agiert allerdings in der Regel überparteilich. Der Präsident leitet die Plenarsitzung, sorgt für Ordnung in der Versammlung und für die Einhaltung der Geschäftsordnung. Er sitzt ebenfalls dem Präsidium vor.
| Name                                      | Name                                      | Beginn der Amtszeit                       | Ende der Amtszeit                         | Partei                                    | Partei                                    |
| Präsidenten des Wallonischen Regionalrats | Präsidenten des Wallonischen Regionalrats | Präsidenten des Wallonischen Regionalrats | Präsidenten des Wallonischen Regionalrats | Präsidenten des Wallonischen Regionalrats | Präsidenten des Wallonischen Regionalrats |
| ----------------------------------------- | ----------------------------------------- | ----------------------------------------- | ----------------------------------------- | ----------------------------------------- | ----------------------------------------- |
| 1                                         | Léon Hurez                                | 6. November 1980                          | 6. Oktober 1981                           |                                           | PS                                        |
| 2                                         | André Cools                               | 23. Dezember 1981                         | 3. September 1985                         |                                           | PS                                        |
| 3                                         | Charles Poswick                           | 27. November 1985                         | 9. November 1987                          |                                           | PRL                                       |
| 4                                         | Valmy Féaux                               | 3. Februar 1988                           | 10. Mai 1988                              |                                           | PS                                        |
| 5                                         | Willy Burgeon                             | 10. Mai 1988                              | 17. Oktober 1991                          |                                           | PS                                        |
| 6                                         | Willy Burgeon                             | 8. Januar 1992                            | 12. April 1995                            |                                           | PS                                        |
| Präsidenten des Wallonischen Parlaments   |                                           |                                           |                                           |                                           |                                           |
| 7                                         | Guy Spitaels                              | 20. Juni 1995                             | 7. Februar 1997                           |                                           | PS                                        |
| 8                                         | Jean-Marie Severin                        | 8. Februar 1997                           | 13. März 1997                             |                                           | PRL                                       |
| 9                                         | Yvon Biefnot                              | 13. März 1997                             | 12. Juni 1999                             |                                           | PS                                        |
| 10                                        | Richard Miller                            | 12. Juli 1999                             | 4. April 2000                             |                                           | PRL                                       |
| 11                                        | Robert Collignon                          | 5. April 2000                             | 12. Juni 2004                             |                                           | PS                                        |
| 12                                        | Willy Taminiaux                           | 29. Juni 2004                             | 19. Juli 2004                             |                                           | PS                                        |
| 13                                        | José Happart                              | 19. Juli 2004                             | 6. Juni 2009                              |                                           | PS                                        |
| 14                                        | Monika Dethier-Neumann                    | 23. Juni 2009                             | 16. Juli 2009                             |                                           | Ecolo                                     |
| 15                                        | Emily Hoyos                               | 16. Juli 2009                             | 4. März 2012                              |                                           | Ecolo                                     |
| 16                                        | Patrick Dupriez                           | 14. März 2012                             | 24. Mai 2014                              |                                           | Ecolo                                     |
| 17                                        | Maxime Prévot                             | 13. Juni 2014                             | 22. Juli 2014                             |                                           | cdH                                       |
| 18                                        | André Antoine                             | 22. Juli 2014                             | 11. Juni 2019                             |                                           | cdH                                       |
| 19                                        | Christophe Collignon                      | 11. Juni 2019                             | 13. September 2019                        |                                           | PS                                        |
| 20                                        | Jean-Claude Marcourt                      | 13. September 2019                        | 21. Dezember 2022                         |                                           | PS                                        |
| 21                                        | André Frédéric                            | 21. Dezember 2022                         | 25. Juni 2024                             |                                           | PS                                        |
| 22                                        | Jean-Paul Wahl                            | 25. Juni 2024                             | 15. Juli 2024                             |                                           | MR                                        |
| 23                                        | Willy Borsus                              | 15. Juli 2024                             | amtierend                                 |                                           | MR                                        |

## Wahlergebnisse
Die letzte Wahl des wallonischen Parlaments erfolgte am 9. Juni 2024. Anschließend erfolgte die Bildung der Regierung Dolimont, einer Koalitionsregierung aus Mouvement Réformateur (MR) und Les Engagés (LE).

### Zusammensetzungen seit 1995
| Partei | Partei                             | Wahl | Wahl | Wahl | Wahl | Wahl | Wahl | Wahl |
| Partei | Partei                             | 1995 | 1999 | 2004 | 2009 | 2014 | 2019 | 2024 |
| ------ | ---------------------------------- | ---- | ---- | ---- | ---- | ---- | ---- | ---- |
|        | Mouvement Réformateur (MR)         | 19 1 | 21 2 | 20   | 19   | 25   | 20   | 26   |
|        | Parti Socialiste (PS)              | 30   | 25   | 34   | 29   | 30   | 23   | 19   |
|        | Les Engagés (LE)                   | 16 3 | 14 3 | 14 4 | 13 4 | 13 4 | 10 4 | 17   |
|        | Parti du Travail de Belgique (PTB) | –    | –    | –    | –    | 2    | 10   | 8    |
|        | Ecolo                              | 8    | 14   | 3    | 14   | 4    | 12   | 5    |
|        | Parti Populaire (PP)               | –    | –    | –    | –    | 1    | –    | –    |
|        | Front National (FN)                | 2    | 1    | 4    | –    | –    | –    | –    |
| Gesamt | Gesamt                             | 75   | 75   | 75   | 75   | 75   | 75   | 75   |

### Wallonischer Rat (1981 bis 1991)
|        | Parti Socialiste (PS)                     | 48  | 47  | 51  | 47  |
|        | Parti Réformateur Libéral (PRL)           | 28  | 26  | 25  | 20  |
|        | Parti Social Chrétien (PSC)               | 22  | 26  | 25  | 24  |
|        | Ecolo                                     | 3   | 4   | 2   | 13  |
|        | Front démocratique des francophones (FDF) | –   | –   | 1   | –   |
|        | Volksunie (VU)                            | –   | 1   | –   | –   |
|        | Parti Communiste de Belgique (KPB/PCB)    | 3   | –   | –   | –   |
|        | Rassemblement Wallon (RW)                 | 2   | –   | –   | –   |
| Gesamt | Gesamt                                    | 106 | 104 | 104 | 104 |